# Вера, Виктория
Виктория Вера  (исп. Victoria Perez Diaz, conocido como Victoria Vera) (19 февраля 1953, Мадрид, Испания) — испанская актриса театра и кино.

## Биография
Родилась 19 февраля 1953 года в Мадриде. В возрасте пяти лет начала осваивать классический балет, а в возрасте двенадцати лет поступила на курсы актёрского мастерства в школе театра и кино в Мадриде. В испанском кинематографе дебютировала в 1963 году, и всего приняла участие в 41 работах, среди них присутствуют и работы, снятые за пределами Испании (в Мексике засветилась в телесериале Богатые тоже плачут, а в СССР — в фильме Испанская актриса для русского министра). Много ролей сыграла в испанских театральных постановках. В 2011 году снялась в журнале Интервью.

## Фильмография

### Испания

#### Телесериалы

##### Свыше 2-х сезонов
- 2007-11 — Телевоспоминания (3 сезона) — Криста.

##### До 2-х сезонов
- 1963-78 — Новелла — Хертру.
- 1964-85 — Студия 1 — Беати.
- 1968-74 — Одиннадцатый час

#### Телефильмы
- 1981 — Федра — Федра (главная роль).

#### Фильмы
- 1974 — Новые испанцы — Лолита.
- 1975 — Подростки — Росалинда.
- 1975 — Школа смерти — Сильвия Смит.
- 1978 — Бунт — Антония.
- 1981 — Нападение на казино (совм. с Великобританией) — Сандра.
- 1984 — Повелитель собак (совм. с США и Пуэрто-Рико) — Сандра.
- 1987 — Сданный экзамен — Елена Альварес.
- 1989 — Человек страсти — Нурия.

### СССР

#### Фильмы
- 1990 — Испанская актриса для русского министра (совм. с Испанией) — Анхела (главная роль).

### Мексика

#### Телесериалы телекомпанииTelevisa
- 1979 — Богатые тоже плачут — Виктория «Неистовая».

### Фильмы совместных производителей
- 1991 — Семейный экспресс (Швейцария-Франция-Италия) — Ванда.

## Театральные работы
- Дневник Анны Франк
- Саломея
- Удар судьбы